# Hans Hedvall
Hans Hedvall, född 15 oktober 1932 i Lund, död 17 april 2011, var en svensk jurist som var lagman i Karlskrona tingsrätt från 1984 till 1998.
Hedvall blev juris kandidat vid Uppsala universitet 1959 och genomförde tingstjänstgöring 1959-1961 innan han 1962 blev fiskal. Han blev rådman i Kristianstads tingsrätt 1972 och var lagman i Karlskrona tingsrätt 1984-1998 f 32.
Hedvall var son till professor Erik Hedvall och hans maka Kerstin, född Nilsson. Han var gift från 1959 med Birgitta, rektor, född Larsson 1934.